# Svitavy
Svitavy (Duits: Zwittau) is een stad in de Tsjechische regio Pardubice. De stad ligt op 435 meter hoogte, ongeveer 15 kilometer ten zuidoosten van Litomyšl.
Svitavy is een spoorwegknooppunt. Van noord naar zuid loopt de spoorlijn van Česká Třebová naar Letovice door de gemeente, met daaraan de stations Svitavy en Svitavy-Lačnov. Naar het westen loopt de lijn naar Polička, met het station Svitavy zastávka.

## Geschiedenis
De eerste schriftelijke vermelding van Svitavy stamt uit het jaar 1256. In dat jaar stichtte Bruno von Schaumburg, de bisschop van Olomouc, in Svitavy een kerspel. Vanaf 1330 heeft de stad stadsrechten.
De 16e eeuw was een tijd van economische bloei voor de stad. In de eerste helft van de 19e eeuw werd Svitavy een centrum van de textielindustrie.
Svitavy lag binnen het Hřebečsko (Duits: Schönhengstgau), het grootste Duitse taaleiland in Tsjechoslowakije. Tot het jaar 1945 was het grootste deel van de bevolking Duits (in 1930 88,4% van de inwoners). In 1939 werd de stad met overig Sudetenland geannexeerd door Duitsland. Na de Tweede Wereldoorlog werd de Duitstalige bevolking op grond van de Beneš-decreten verdreven. Van de 10.413 inwoners die de stad in 1939 bewoonden, werden negen van de tien uitgewezen. (Zie Verdrijving van Duitsers na de Tweede Wereldoorlog) In 1947 had de stad weer 8.963 inwoners, vooral Tsjechische nieuwkomers, deels voormalige emigranten vanuit het buitenland, en Roma-immigranten uit Slowakije die in het kader van een spreidingsbeleid gedwongen verhuisden.

## Bezienswaardigheden
Svitavy heeft een unieke historische kern met een opmerkelijk langwerpige stadsplein. Er zijn verschillende kerken, standbeelden en overblijfselen van oude stadsmuren.

### Voorname Huizen
- Rathausplatz, sinds 1945 omgedoopt in Náměstí Míru (plein van de vrede) is een langwerpig plein omgeven door gaanderijen onder de klassicistische en barokke huizen. In het begin van de 21ste eeuw uitgebreid hersteld.

- Het Alte Rathaus, ook Haus zum Mohren, sinds 1945 U mouřenína genoemd, is het meest typerende gebouw van Svitavy. Het is een renaissance gebouw met een toren, dat werd gerenoveerd na branden in 1781 en 1849. Tegenwoordig wordt het gebouw vooral gebruikt als commercieel centrum. Op de gevel van het gebouw is o.a. het wapenschild van de stad te vinden.

- Ottendorfer Haus, nu Ottendorferova Vila, stadsvilla in historiserende stijl; een van de typische symbolen van de stad. Gebouwd in 1892 door een  inwoner van de stad, die eerder in 1848 voor de politieke repressie naar de Verenigde Staten vluchtte Valentin Oswald Ottendorfer maar rijk terugkeerde. Oorspronkelijk was het de zetel van de publieke bibliotheek van Ottendorfer. Tot de Tweede Wereldoorlog was het de meest uitgebreide en moderne Duitstalige bibliotheek van Moravië. Veel boeken verdwenen na 1945. Sinds 2008 bevindt er zich op het gelijkvloers een Esperantomuseum en een theehuis. Het bovenste gedeelte dient nog steeds als concertzaal.

- Villa Langer (nu Vila Langr en huidige stadhuis) – historiserend gebouw met rijke ornamenten, aan de rand van het Jan Palach-stadspark. Het is gebouwd in 1892 door de architect Hugo Wanderley, zoon van professor Germano Wanderley.

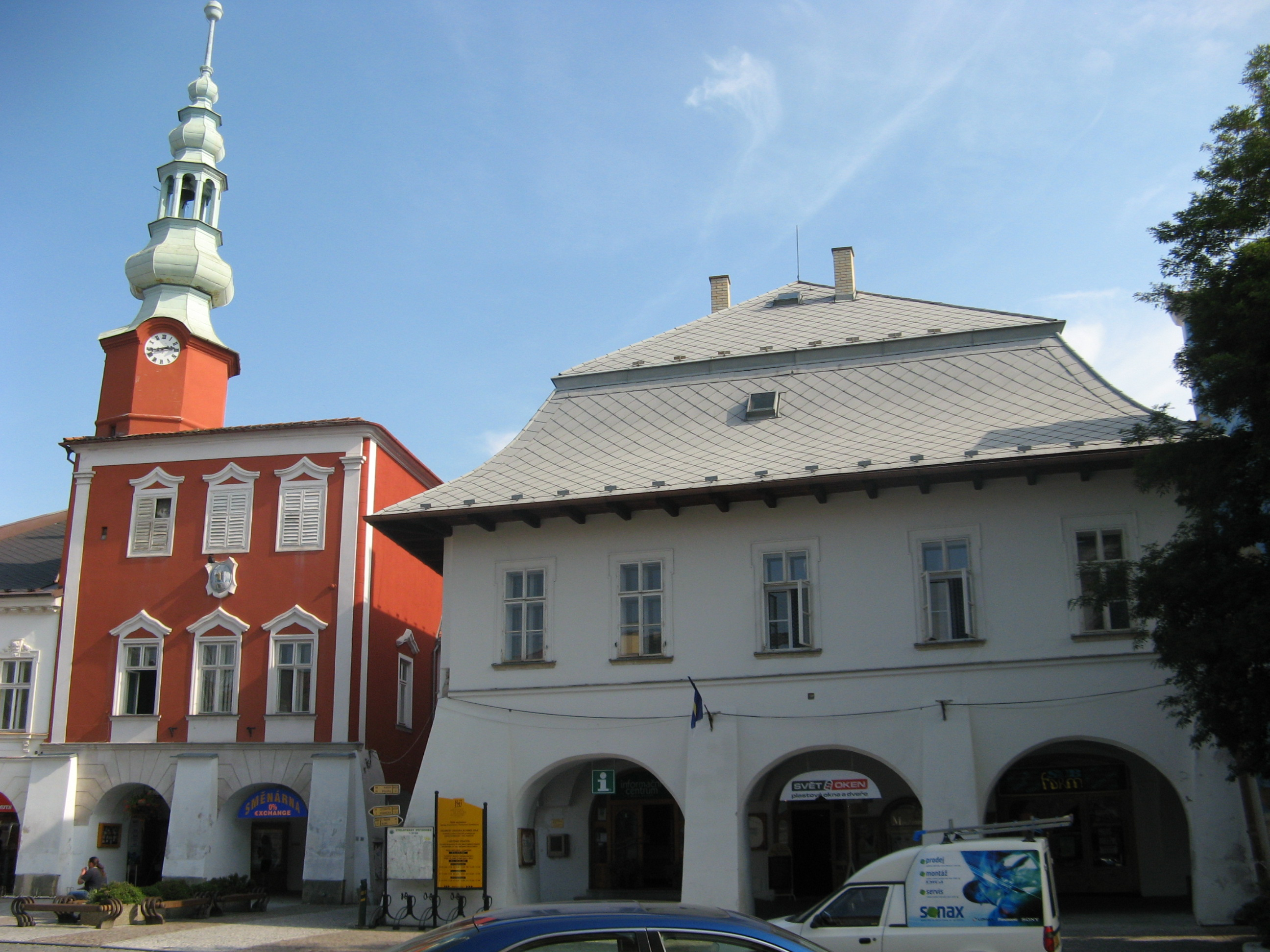
Oude Raadhuis
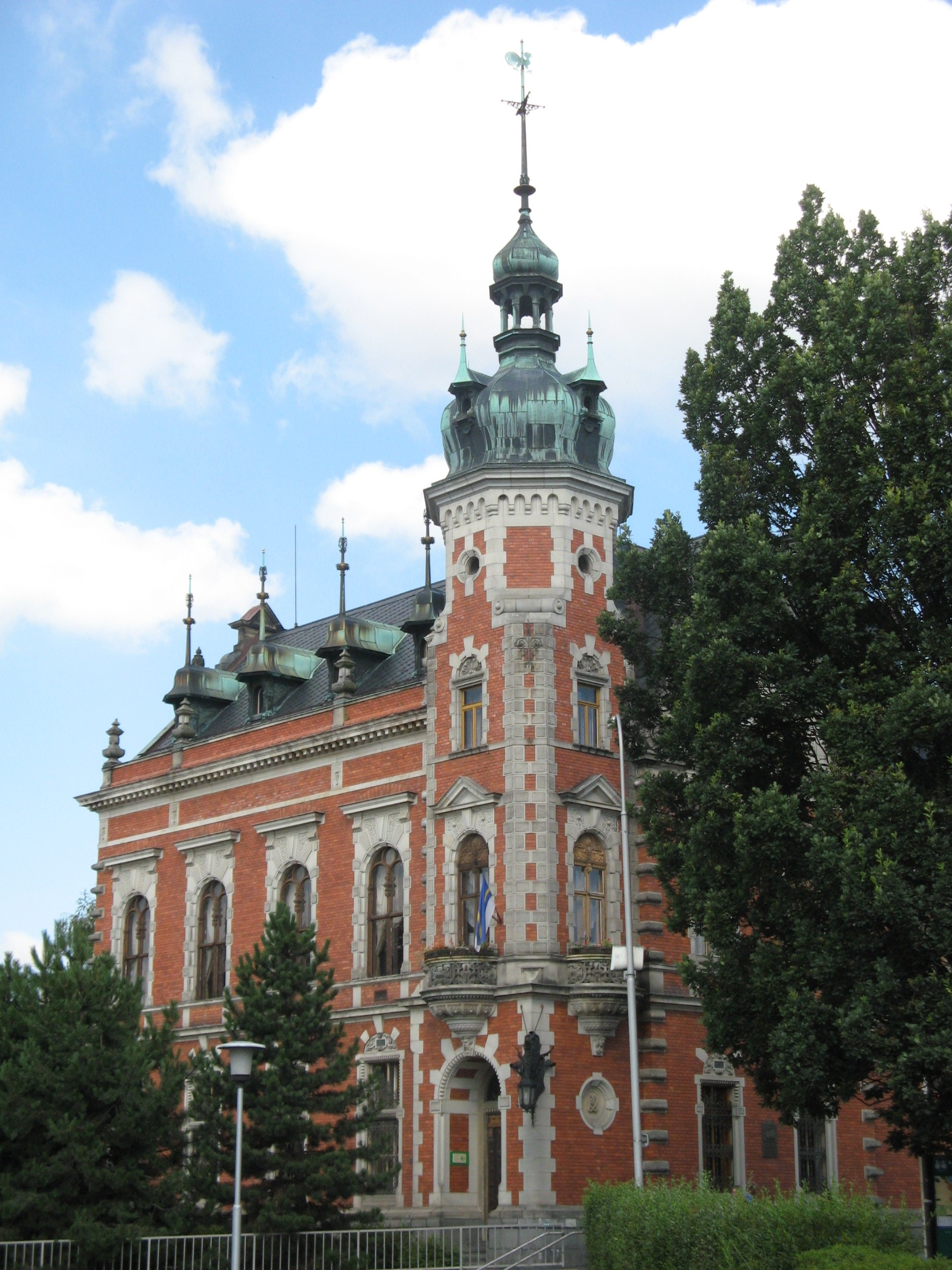
Huis van Ottendorfer

## Partnerstad
- Weesp, Nederland

## Personen

### Geboren in Svitavy
- Oskar Schindler (1908-1974), Sudeten-Duitse industrieel, en redder van een groot aantal Joodse dwangarbeiders in Auschwitz. Zie Schindlers List.
- Hans Tyderle (1926), Duitse tekenaar/kunstschilder.
- Hans-Christian Beck (1944), generaal-majoor in de Duitse Bundeswehr.

## Svitavy en Esperanto
In Svitavy is er sinds 2008 een Esperantomuseum van Svitavy. Ook is de hoofdzetel van de Tsjechische Esperantobond gevestigd in deze stad.
Banín ·
Bělá nad Svitavou ·
Bělá u Jevíčka ·
Benátky ·
Bezděčí u Trnávky ·
Biskupice ·
Bohuňov ·
Bohuňovice ·
Borová ·
Borušov ·
Brněnec ·
Březina ·
Březinky ·
Březiny ·
Březová nad Svitavou ·
Budislav ·
Bystré ·
Cerekvice nad Loučnou ·
Čistá ·
Desná ·
Dětřichov ·
Dětřichov u Moravské Třebové ·
Dlouhá Loučka ·
Dolní Újezd ·
Gruna ·
Hartinkov ·
Hartmanice ·
Horky ·
Horní Újezd ·
Hradec nad Svitavou ·
Chmelík ·
Chornice ·
Chotěnov ·
Chotovice ·
Chrastavec ·
Janov ·
Janůvky ·
Jaroměřice ·
Jarošov ·
Javorník ·
Jedlová ·
Jevíčko ·
Kamenec u Poličky ·
Kamenná Horka ·
Karle ·
Koclířov ·
Korouhev ·
Koruna ·
Křenov ·
Kukle ·
Kunčina ·
Květná ·
Lavičné ·
Linhartice ·
Litomyšl ·
Lubná ·
Makov ·
Malíkov ·
Městečko Trnávka ·
Mikuleč ·
Mladějov na Moravě ·
Morašice ·
Moravská Třebová ·
Nedvězí ·
Němčice ·
Nová Sídla ·
Nová Ves u Jarošova ·
Oldřiš ·
Opatov ·
Opatovec ·
Osík ·
Pohledy ·
Polička ·
Pomezí ·
Poříčí u Litomyšle ·
Příluka ·
Pustá Kamenice ·
Pustá Rybná ·
Radiměř ·
Radkov ·
Rohozná ·
Rozhraní ·
Rozstání ·
Rudná ·
Rychnov na Moravě ·
Řídký ·
Sádek ·
Sebranice ·
Sedliště ·
Sklené ·
Slatina ·
Sloupnice ·
Staré Město ·
Stašov ·
Strakov ·
Suchá Lhota ·
Svitavy ·
Svojanov ·
Široký Důl ·
Študlov ·
Telecí ·
Trpín ·
Trstěnice ·
Tržek ·
Třebařov ·
Újezdec ·
Útěchov ·
Vendolí ·
Vidlatá Seč ·
Víska u Jevíčka ·
Vítějeves ·
Vlčkov ·
Vranová Lhota ·
Vrážné ·
Vysoká ·
Želivsko